# Batalha de Dunquerque

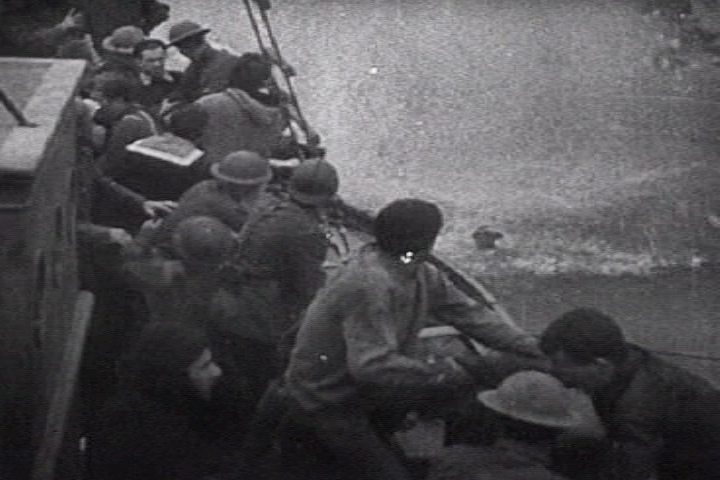
Militares britânicos sendo resgatados por um barco pesqueiro após seu navio ter sido atacado nas cercanias de Dunquerque.

A Batalha de Dunquerque (Francês: Bataille de Dunkerque) foi uma batalha durante a Segunda Guerra Mundial que durou de 25 de Maio a 4 de Junho de 1940. Uma enorme força britânica e francesa ficou encurralada por uma divisão panzer alemã a norte da França e entre o canal costeiro de Calais. Mais de 300 000 soldados aliados foram evacuados por via marítima.

## História
Após a Guerra de Mentira, a Batalha de França começou a 11 de Maio de 1940. As divisões alemãs blindadas avançaram rapidamente através da região das Ardenas movendo-se para norte. A leste as forças de infantaria alemãs invadiram e conquistaram os Países Baixos e avançaram rapidamente através da Bélgica, ficando as forças combinadas britânicas, francesas e belgas dividas em Armentières. As forças alemãs moveram-se então para norte para capturar Calais, cercando um grande número de soldados aliados contra a costa na fronteira franco-belga. Tornou-se de imediato claro para os britânicos que a batalha tinha sido perdida e que a pergunta agora era quantos soldados aliados podiam ser removidos num modo relativamente seguro para a Inglaterra antes da sua resistência ser quebrada. 

## Operação Dynamo
A 22 de Maio começaram as preparações para a evacuação, com o nome de código Operação Dynamo, comandada a partir de Dover, pelo vice-almirante Bertram Ramsay. A intenção inicial era evacuar até cerca de 45 000 homens da Força Expedicionária Britânica em dois dias, mas em breve o objetivo foi alterado para resgatar 120 000 homens em cinco dias.
A 28 de Maio, além das embarcações para ajudar na operação, foram chamados mais dez contratorpedeiros, que tentaram naquela manhã uma nova operação de resgate. Vários milhares acabaram por ser resgatados, embora os contratorpedeiros não pudessem se aproximar da praia.
Outras operações de resgate no resto do dia 28 tiveram mais sucesso, tendo sido resgatados mais 16 000 homens, mas as operações aéreas alemãs aumentaram e várias embarcações foram afundadas ou bastante danificadas, incluindo nove contratorpedeiros. Durante a Operação Dynamo, a RAF perdeu 177 aviões e a Luftwaffe 132 sobre Dunquerque.
A 29 de Maio a divisão panzer alemã que se aproximava parou em Dunquerque, deixando assim o resto da batalha para a infantaria e a força aérea. Na tarde do dia 30 um outro grande grupo de embarcações menores conseguiu resgatar 30 000 homens. No dia 31 de Maio as forças aliadas estavam encurraladas num espaço de 5 km de De Panne, Bray-Dunes a Dunquerque; nesse dia, mais de 68 000 soldados foram evacuados e outros 10 000 durante a noite. A 1 de Junho mais 65 000 foram resgatados e as operações continuaram até 4 de Junho.
Um total de cinco nações fizeram parte da evacuação de Dunquerque - Grã-Bretanha, França, Bélgica, Países Baixos e Polónia.